# Elektrokeramik
Unter dem Begriff Elektrokeramik werden verschiedene keramische Werkstoffe und keramische Erzeugnisse bezeichnet, die im Bereich der Elektrotechnik als Werkstoff oder als elektrotechnische Bauelemente eingesetzt werden. Sie stellt einen Ausschnitt aus dem Bereich der technischen Keramik dar. Die wirtschaftliche Bedeutung und die Entstehung der Elektrokeramikindustrie verliefen parallel mit der Elektrifizierung und der zunehmenden Anwendung elektrotechnischer Erzeugnisse verschiedenster Art Anfang des 20. Jahrhunderts.
Zum Bereich der Elektrokeramik zählen unter anderem die Materialien, welche als Isolatoren oder in Durchführungen im Bereich der Hochspannungstechnik bei Freileitungen eingesetzt werden und beispielsweise aus der Keramik Aluminiumoxid bestehen. Des Weiteren Keramiken, die als Dielektrikum in Keramikkondensatoren eingesetzt werden und dort wesentlich über deren Stoffeigenschaft die elektrische Kapazität des Kondensators bestimmen. Keramische Werkstoffe mit spezifischen Eigenschaften, beispielsweise ferroelektrische Eigenschaften, werden als Sensormaterialien eingesetzt. Ein Beispiel dafür ist Bariumtitanat.
Einen weiterer Bereich stellen die keramischen Magnetika dar, auch als Ferrite bezeichnet. Sie sind eine Gruppe von elektrisch nicht leitenden Werkstoffen und lassen sich in hartmagnetische und weichmagnetische Ferrite unterteilen. Erstere werden unter anderem zur Herstellung von Dauermagneten verwendet, letztere werden in Magnetkernen in Transformatoren und Spulen eingesetzt.